# Locomotive Heisler

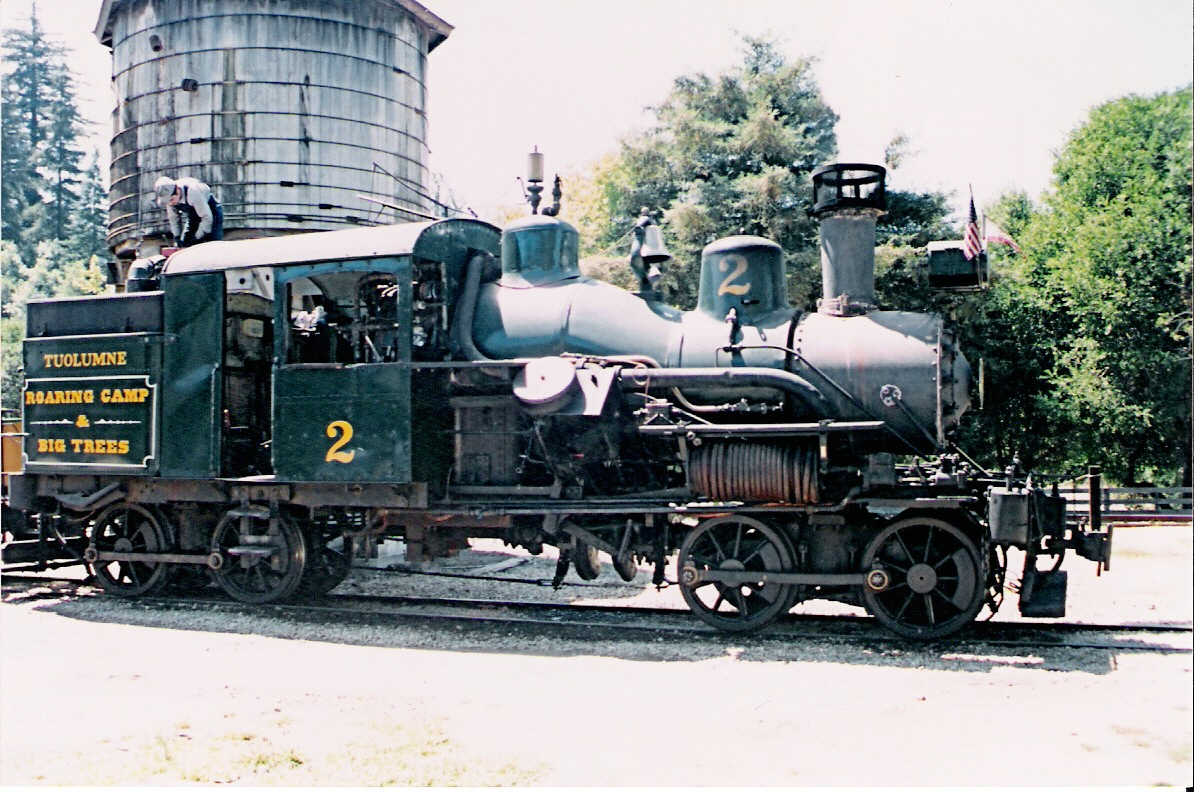
Une locomotive Heisler

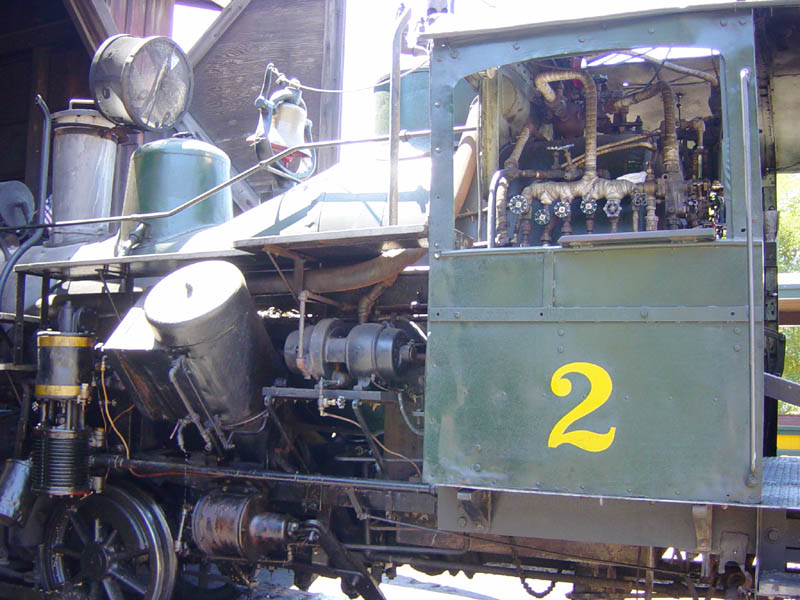
Les organes techniques d'une Heisler

Les locomotives Heisler sont la dernière variante des trois principaux types de locomotive à vapeur à engrenages. Charles L. Heisler dépose un brevet de conception en 1892, à la suite de la construction d'un prototype en 1891. Un peu similaires aux Climax, les Heisler présentent deux cylindres inclinés vers l'intérieur du châssis avec un angle de 45 degrés ressemblant aux moteurs V-twin. La puissance est ensuite transmise par un arbre d'entraînement longitudinal passant sous le châssis et alimentant chacun des bogies par des engrenages coniques protégés par un carter. 
En 1897, Heisler dépose un brevet sur une locomotive à trois bogies. Comme pour les Shay de classe C, le troisième bogie supporte un tender. Contrairement aux Shay, la Heisler ne présente pas un axe solidaire tout le long de la machine. Au lieu de cela, le bogie sous le tender est alimenté par un arbre placé au-dessus de l'arbre principal, auquel il est relié par des engrenages. Ce brevet couvre  également l'utilisation d'une propulsion à quatre cylindres en V.

## Avantages et inconvénients
Sur les Heisler, les engrenages étaient à l'intérieur du châssis et donc protégés, contrairement ceux des locomotives Shay. Cependant, l'arbre d'entraînement des Heisler, situé au centre du châssis, limite le volume de la chambre à combustion. Pour cette raison, quand A & G Price construit sa Heisler en 1943, ils utilisent un foyer Belpaire, pour atténuer les problèmes liés à la combustion au bois et s’accommoder de l'arbre d'entraînement.
La Heisler est la plus rapide des locomotives à vapeur à engrenages, mais elle était également défendue par le fabricant comme ayant la même capacité de traction à faible vitesse que ses concurrentes.

## Constructeurs
Les premières Heisler sont construits par la Dunkirk Engineering Company de Dunkirk, New York, qui produisaient leurs propres locomotives à engrenages (appelées Dunkirk), dont la Heisler peut être considérée comme une amélioration. Dunkirk n'a cependant pas adopté la conception de la Heisler. En 1894, la Stearns Manufacturing Company à Erie, Pennsylvanie commence à produire des Heisler, et ce, jusqu'en 1904. Réorganisé en tant que Heisler Locomotive Works en 1907, la firme produit des locomotives Heisler jusqu'en 1941.
A & G Price, à Thames (Nouvelle-Zélande) a reçu une commande pour une Heisler en 1943 de la part de Ogilvie and Co, propriétaires de scieries à Hokitika. Ils souhaitaient acheter une Heisler dont la production a cessé en 1941. A & G Price produisent ainsi la machine no 148 en 1944, la dernière machine de conception Heisler. Elle suivait de près le principe Heisler, tout en ajoutant un foyer Belpaire en montant à l'avant des réservoirs d'eau qui lui donnaient une silhouette courbée.

## Variantes
Les Heisler ont été produites principalement dans des configurations à deux ou trois bogies, allant de 15,4 à 86,2 tonnes. Une seule Heisler à bogie moteur unique a été construite, à voie étroite, la no 7 du Lake Shore Stone Products Co.

## Exemplaires survivants notables
Environ 625 Heisler ont été produites, dont près de 35 existent encore. Environ huit de ces survivantes sont actuellement opérationnelles. 
- Clark's Trading Post à Lincoln, New Hampshire utilise l'ex-White Mountain Central RR #4 (numéro de série 1594).
- Roaring Camp Railroads à Felton, Californie, utilise l'ex Roaring Camp & Big Trees Narrow Gauge RR #2 (numéro de série 1401).
- Le Sumpter Valley Railway à Baker County, Oregon, utilise l'ex W. H. Eccles Lumber Co. #3 (numéro de série 1306) régulièrement.
- Une Heisler de 75 tonnes de 1918 est présentée au Travel Town open-air museum de Los Angeles.
- Le Southeastern Railway Museum de Duluth, Georgia, a une Heisler a deux bogies (#9) restaurée et présentée statiquement, présentant la lignée du Campbell Limestone Co.
- Opérationnelle à Willits, Californie, au Roots of Motive Power, une Helser de 47 tonnes sur deux bogies, ex Bluestone Mining & Smelting #1. Construite en 1916.
- L'ex-Curtiss Lumber Company loco no 2 est utilisée par le Oregon Coast Scenic Railroad durant la saison touristique.
- La Helser à trois bogies de 90 tonnes du West Fork Logging Co #91 est utilisée par le Mount Rainier Scenic Railroad à Elbe, Washington, qui possède également une Helser de 78 tonnes à trois bogies en présentation statique.
- Cass Scenic Railroad State Park à Cass, Virginie Occidentale, présente une Helser de 90 tonnes sur trois bogies datant de 1929.
- Une Heisler à deux bogies est présentée statiquement devant les anciens quartiers-généraux de la Pacific Lumber Co. à Scotia, Californie.
- La Heisler numéro de série 1260 construite en 1912 (deux bogies) est présentée par le Silver Creek and Stephenson[5] à Freeport, Illinois.
- A & G Price no 148 (dernière Heisler construite en 1943) est présentée à Steam Scene, Christchurch, Nouvelle-Zélande, en état de marche.
- La Heisler 1082 est préservée au Bush Tramway Club à Pukemiro, Nouvelle-Zélande, où elle est présentée statiquement.
- La Heisler 1450 est préservée au Ferrymead Railway, Christchurch, Nouvelle-Zélande, stockée sous hangar.
- La Heisler 1494 est préservée à Shantytown, près de Greymouth, Nouvelle-Zélande. Elle est restaurée en 2011 pour une exposition statique dans un parc.
- La Heisler 1502 est présentée statiquement et non restaurée au Locomotive Park à Lewiston, Idaho. Il s'agit d'une Helser à trois bogies de 90 tonnes, construite en 1924.